# Cidadela de Qaitbay

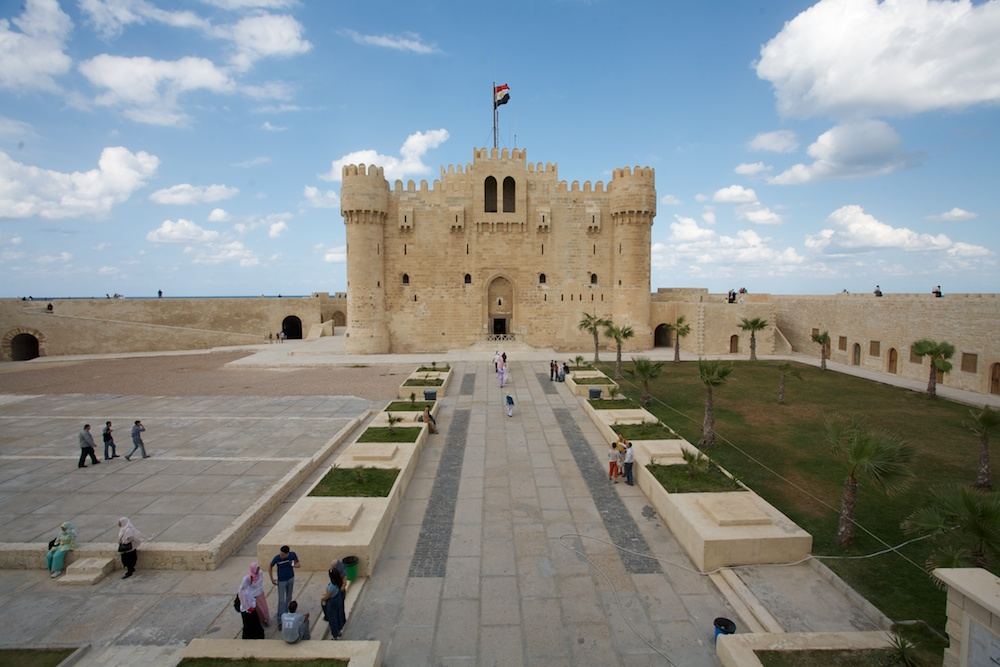
A frente da cidadela de Qaitbay.

A Cidadela de Qaitbay (ou Forte de Qaitbay) (em árabe: قلعة قايتباي) é uma fortaleza construída no século XV localizada na costa do mar mediterrâneo, em Alexandria, no Egito. Foi construído por ordens do sultão Al-Ashraf Sayf al-Din Qa'it Bay em 1477 (ano 882 no calendário islâmico). A cidadela foi erguida no lado norte da ponta da Ilha do Farol, no porto leste da cidade.

## Galeria

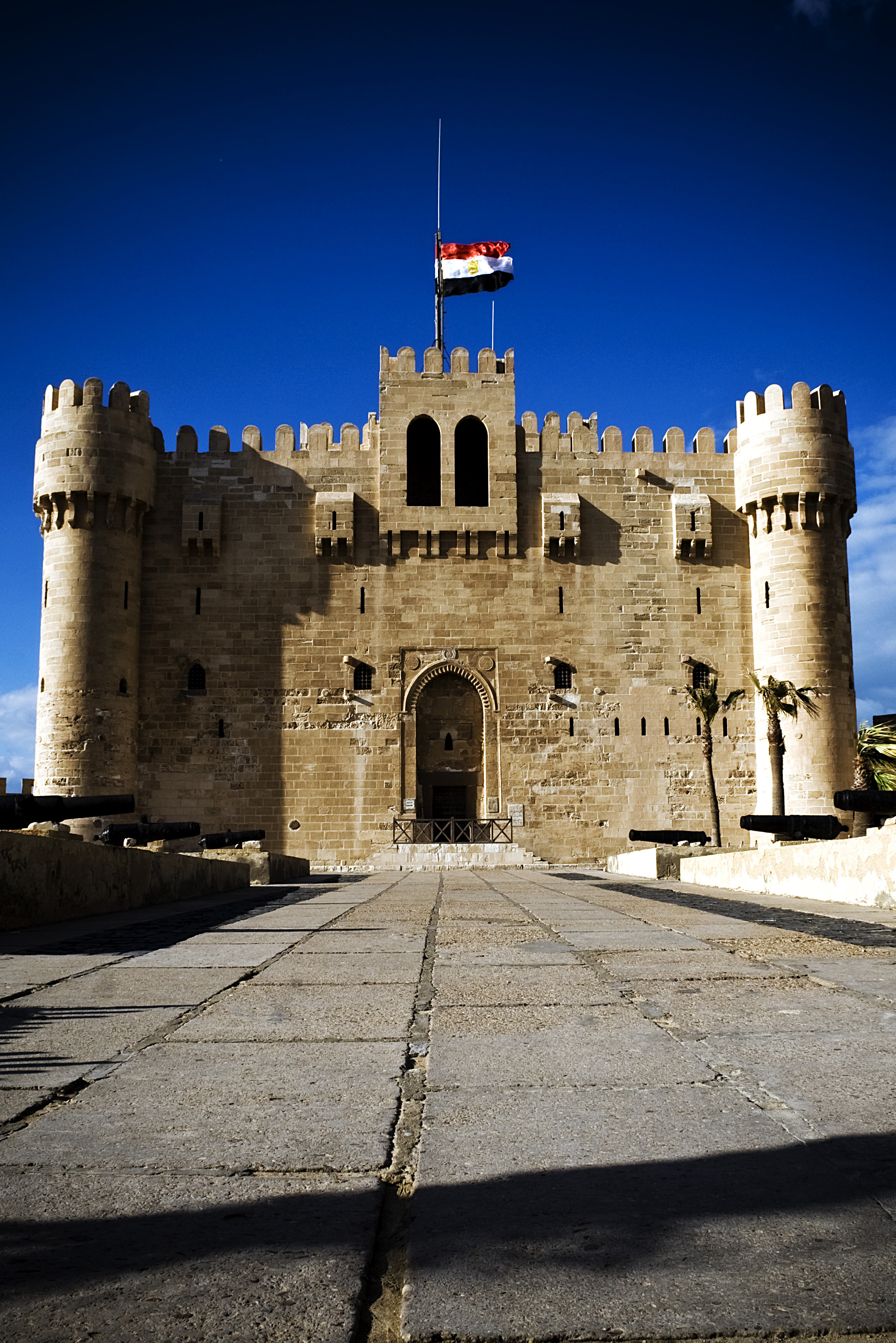
A fortaleza principal da cidadela.
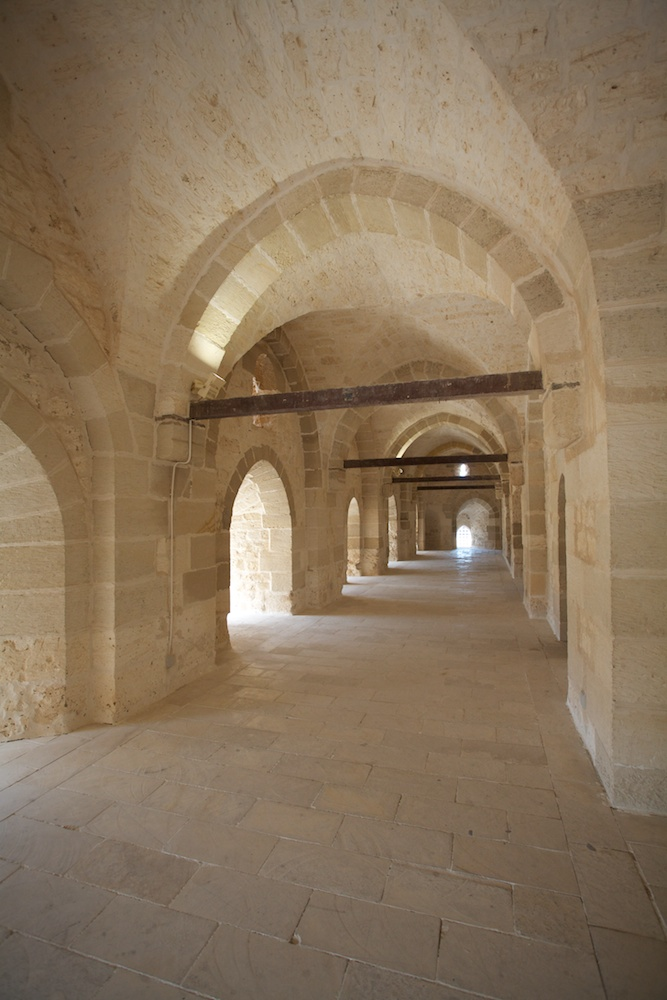
Um corredor dentro do forte.
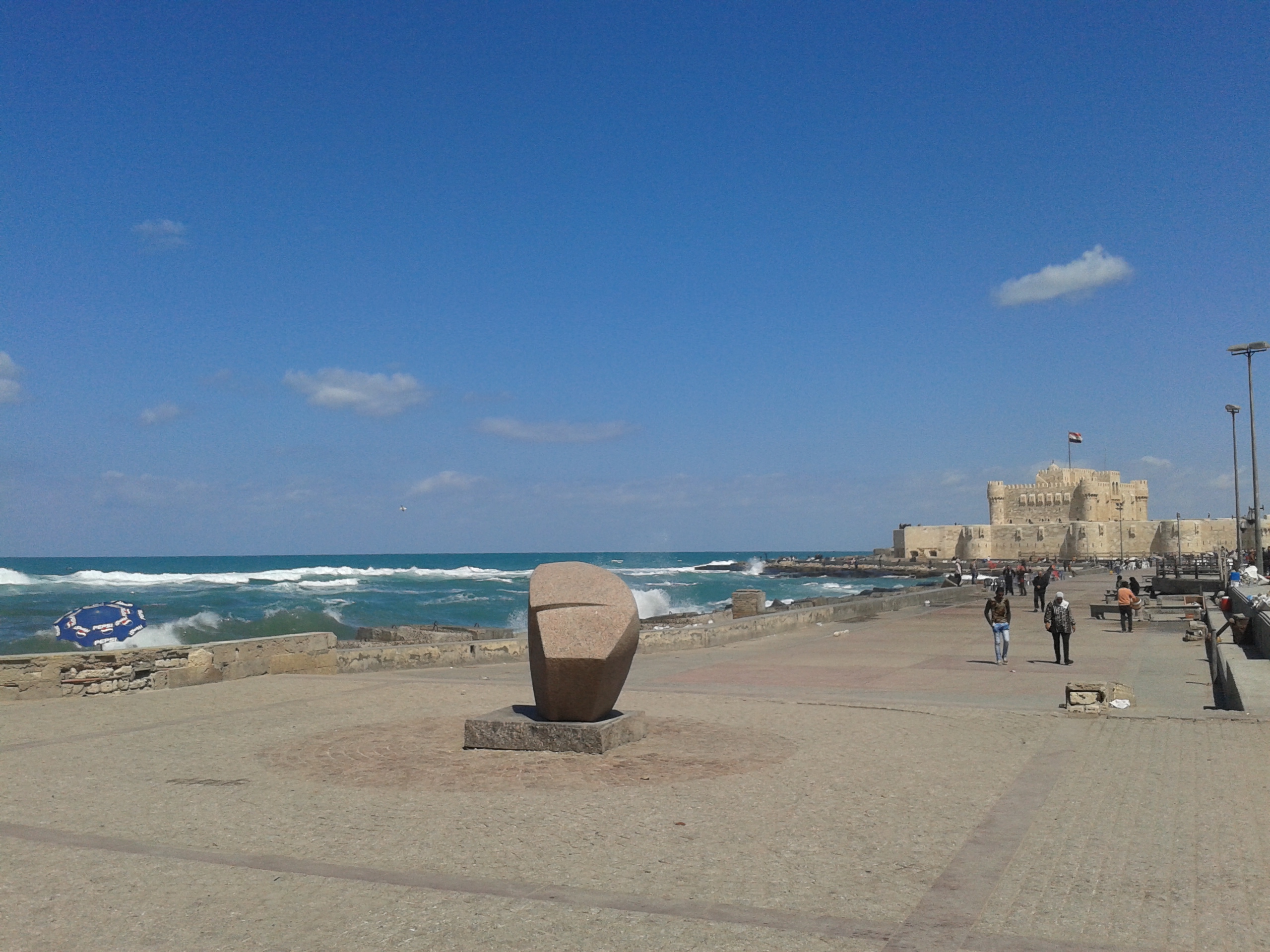
A vista da cidadela de Qaitbay a distância.